# Ресабала, Хордан
Хордан Ленин Ресабала Ансулес (исп. Jordan Lenín Rezabala Anzules; род. 29 февраля 2000, Портовьехо) — эквадорский футболист, полузащитник клуба «Гуаякиль Сити».

## Клубная карьера
Ресабала — воспитанник клуба «Индепендьенте дель Валье». Летом 2019 года он перешёл в мексиканскую «Тихуану». 23 октября в поединке Кубка Мексики против «Минерос де Сакатекас» Хордан дебютировал за основной состав. 

## Международная карьера
В 2017 году в составе юношеской сборной Эквадора Ресабала принял участие в юношеском чемпионате Южной Америки в Чили. На турнире он сыграл в матчах против команд Уругвая, Боливии, Парагвая, Бразилии, Венесуэлы, Чили и дважды против Колумбии. В поединках против венесуэльцев и колумбийцев Хордан забил по голу.
В 2019 году Ресабала в составе молодёжной сборной Эквадора стал победителем юношеского чемпионата Южной Америки в Чили. На турнире он сыграл в матчах против команд Парагвая, Перу, Колумбии, Венесуэлы, Бразилии, а также дважды Уругвая и Аргентины. В поединках против парагвайцев и перуанцев Хордан забил три гола.
В 2019 году в составе молодёжной сборной Эквадора Ресабала принял участие в молодёжном чемпионате мира в Польше. На турнире он сыграл в матчах против команд Японии, Мексики, Уругвая, США, Южной Кореи и дважды Италии. 
В 2019 году Ресабала в составе олимпийской сборной Эквадора стал победителем Панамериканских игр в Перу. На турнире он сыграл в матчах против команд Аргентины, Мексики, Панамы и Перу. В поединке против аргентинцев Хордан забил гол.

## Достижения
Эквадор (до 20)
- Победитель Молодёжного чемпионата Южной Америки — 2019